# Kurt Chill

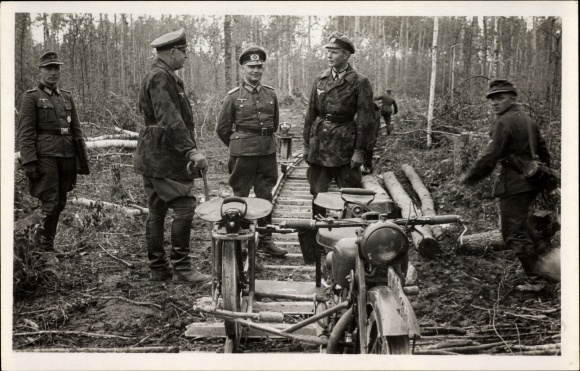
Generalmajor Kurt Chill, dritter von links

Kurt Chill (* 1. Mai 1895 in Thorn; † 5. Juli 1976 in Hamburg) war ein deutscher Offizier, zuletzt Generalleutnant im Zweiten Weltkrieg.

## Militärische Beförderungen
- 1. Oktober 1913 Gefreiter
- 1. Januar 1914 Unteroffizier
- 27. Januar 1915 Leutnant ohne Patent
- 15. Oktober 1935 Major
- 1. März 1938 Oberstleutnant
- 1. März 1941 Oberst
- 1. Dezember 1942 Generalmajor
- 1. Juni 1943 Generalleutnant

## Leben
Chill diente als Offizier im Ersten Weltkrieg. Nach dem Ende des Krieges wechselte er in den Polizeidienst. Am 15. Oktober 1935 wurde er in das Heer als Kompanieführer im Infanterie-Regiment 65 übernommen. Am 1. April 1937 wurde er Kommandeur des 1. Bataillons des Infanterie-Regiments 1 der 1. Infanterie-Division. Als Bataillonskommandeur im Range eines Oberstleutnants begann am 1. September 1939 unter Joachim von Kortzfleisch der Zweite Weltkrieg für ihn. Am 1. Februar 1940 wurde er in die Führerreserve OKH und als Taktiklehrer an die Heeres- und Luftwaffennachrichtenschule in Halle an der Saale versetzt. Am 27. Dezember 1940 wurde er Kommandeur des Infanterie-Regiments 45 in der 21. Infanterie-Division. Im weiteren Verlauf führte er als Kommandeur die 122. Infanterie-Division, die 85. Infanterie-Division und vom 4. September bis zum 9. November 1944 die Kampfgruppe Chill. Am 6. Februar 1945 wurde Chill als Kommandierender General mit der Führung des LV. Armeekorps beauftragt. Dann fungierte er als Stadtkommandant der zur Festung ernannten Hafenstadt Pillau. Am 12. Mai 1945 geriet er in Kriegsgefangenschaft, aus der er 1947 entlassen wurde.

## Auszeichnungen
- Eisernes Kreuz (1914) II. Klasse
- Eisernes Kreuz (1939) I. Klasse
- Spange zum Eisernen Kreuz II. Klasse
- Deutsches Kreuz in Gold am 1. Dezember 1941
- Ritterkreuz des Eisernen Kreuzes am 25. Oktober 1943[1][4]